# Drakeo the Ruler
Drakeo the Ruler, de son vrai nom Darrell Wayne Caldwell , né le 1ᵉʳ décembre 1993 et mort le 19 décembre 2021, est un rappeur américain originaire de Los Angeles, en Californie. Il est devenu célèbre pour son flow de rap, ainsi que pour ses « choix de mots étrangement expressifs et poétiques », ce qui a conduit le Los Angeles Times à le qualifier de « styliste de la côte ouest le plus original depuis des décennies » . Son single de 2021, Talk to Me avec Drake , est entré dans le classement Bubbling Under Hot 100 et a précédé son premier album studio, The Truth Hurts sorti en 2021.

## Biographie
Caldwell est né et a grandi à South Central Los Angeles, en Californie,. Il a été élevé par sa mère célibataire et a suivi sa scolarité au lycée Washington, situé à proximité de Westmont 

## Carrière musicale
Après avoir enregistré plusieurs mixtapes avec une influence davantage trap que le Rap West Coast pour lequel il était devenu connu, Caldwell a été découvert par DJ Mustard, qui remixe sa chanson Mr. Get Dough. Le 14 avril 2015, La chanson est publiée sur WorldStarHipHop et est rapidement devenue son tube à succès, accumulant plus de 6,2 millions de vues sur YouTube en août 2019. En octobre 2015, six mois après, Caldwell sort sa première mixtape officielle, I Am Mr. Mosely, son premier projet sous le label 10 Summers de DJ Mustard .
Caldwell sort son deuxième projet, I Am Mr. Mosely 2, le 21 juillet 2016, avec des collaborations avec des artistes tels que Mozzy, Skeme et Philthy Rich. Il suit avec la sortie de So Cold I Do Em en décembre de la même année .
Après sa sortie de prison en novembre 2017, Caldwell enregistre une mixtape de 16 titres, Cold Devil, en 10 jours et la sort le mois suivant ,. Paul A. Thompson de Pitchfork la décrit comme « l'album le plus convaincant de la carrière du MC de Los Angeles », ajoutant que sa « relation avant-gardiste, impassible et impressionniste avec le rythme » est « glaciale et inoubliable ». De même, Grant Rindner de Complex la qualifie de « l'un des projets de rap californiens les plus impressionnants depuis des années ». Il sort des clips vidéo pour Flu Flamming, Big Banc Uchies et Out the Slums en l'espace d'un mois. Flu Flamming est également remixé par Lil Yachty et Big Banc Uchies par Shy Glizzy. Le clip de Roll Bounce sort en septembre, alors que Caldwell est en prison en attendant son procès .
Le projet Thank You for Using GTL est enregistré à partir d'appels téléphoniques depuis la prison et sorti en juin 2020,. Le 24 février 2021 son premier album officiel, The Truth Hurts, est publié. L'album comprend des collaborations notables, comme Don Toliver sur la chanson Dawn Tolliver et Drake sur Talk to Me. Le projet présente également des participations de rappeurs du Michigan tels qu'IceWear Vezzo, Snap Dogg, Krispylife Kidd, du rappeur canadien Pressa et du rappeur californien Bravo the Bagchaser. Il est accompagné de ses camarades du label Stinc Team, Ketchy the Great, SaySoTheMac et Ralfy the Plug, le frère de sang de Drakeo.

## Vie privée
Caldwell a un fils.

## Affaire judiciaire
En janvier 2017, Caldwell est arrêté par le LAPD lors d'une descente dans un appartement où il tournait régulièrement ses clips musicaux. Il est ensuite détenu au Men's Central Jail après avoir été inculpé pour possession illégale d'une arme à feu par un criminel condamné. Il est libéré en novembre de la même année .
En mars 2018, Caldwell est de nouveau arrêté, cette fois accusé de meurtre au premier degré, de tentative de meurtre et de complot en vue de commettre un meurtre. Ces accusations découlent d'une fusillade survenue en décembre 2016 à Carson, en Californie, au cours de laquelle une personne est tuée et deux autres blessées. Il risque alors la prison à vie. Parallèlement, plusieurs membres de son collectif Stinc Team, dont son frère Ralfy the Plug, sont arrêtés à San Francisco pour diverses accusations .
Le 25 juillet 2019, il est acquitté des accusations de meurtre et de tentative de meurtre dans un palais de justice de Compton. Cependant, le procureur de district décide de porter à nouveau les accusations de complot de gang criminel et de tir depuis un véhicule à moteur en août, deux chefs d'accusation qui ont abouti à un jury sans majorité lors de son procès initial . La date de son procès est fixée au 3 août 2020. Pendant son incarcération, il enregistre Thank You for Using GTL, que Pitchfork a qualifié de « probablement le meilleur album de rap jamais enregistré en prison » . Il est libéré de prison en novembre 2020 après trois ans d'incarcération après avoir accepté un accord du bureau du procureur de district dans lequel il plaide coupable d'avoir tiré depuis un véhicule.

## Décès
Le 18 décembre 2021, vers 20h30, Caldwell a été poignardé dans les coulisses du festival Once Upon a Time in LA. Selon les premiers témoignages, il aurait été atteint au cou lors d'une altercation. Sa mère, Darrylene Corniel, a par la suite déclaré dans une interview accordée à Rolling Stone que son fils, accompagné de son frère et de leur entourage, avait été attaqué par un groupe de « 40 à 60 hommes » masqués au moment de l'arrivée de YG sur les lieux ,. Les secours sont intervenus vers 20h40 et ont transporté Caldwell dans un état critique vers un hôpital voisin,. Informé de l'incident, Snoop Dogg, tête d'affiche aux côtés de 50 Cent, YG et Ice Cube, a annulé sa prestation. Peu de temps après, l'événement a été interrompu.
Caldwell a succombé à ses blessures par arme blanche et a été déclaré mort le 19 décembre 2021 ,. Au 21 décembre 2021, le département de police de Los Angeles poursuivait son enquête sur son décès, considéré comme un homicide. Il a été inhumé au Forest Lawn Memorial Park à Hollywood Hills.

### Conséquences et réactions
Après l'annonce de sa mort, sa mère, Corniel déclare qu'elle poursuivrait Live Nation en justice pour le meurtre de Caldwell, invoquant la négligence du lieu et le manque de sécurité du personnel . En janvier 2023, un juge de la Cour supérieure du comté de Los Angeles rejète une requête de Live Nation visant à rejeter le procès, lui permettant ainsi d'avancer ,.
Snoop Dogg publie un long message sur son Instagram exprimant ses condoléances à la famille de Caldwell, et indiquant qu'il était dans sa loge en train de se préparer à se produire lorsqu'il a été informé de l'incident. Il a conclu sa déclaration en déclarant : « Je prie pour la paix dans le hip-hop. »  Wiz Khalifa a également appelé à la paix dans l'industrie de la musique après les morts violentes de Caldwell et du rappeur Young Dolph .

## Discographie

### Albums studio
| Titre                | Détails de l'album                                                                                     |
| -------------------- | --- |
| The Truth Hurts      | - Sortie : 24 février 2021 - Label: Équipe Stinc - Format : Téléchargement numérique, streaming        |
| Keep the Truth Alive | - Sortie : 30 septembre 2022 - Étiquette : Équipe Stinc - Format : Téléchargement numérique, streaming |

### EP
| Titre                              | Détails du PE |
| ---------------------------------- | --- |
| Out of Character (avec Pettypetty) | - Sortie : 15 février 2021 - Étiquette : Genre Get Money, Équipe Stinc - Format : Téléchargement numérique, streaming |

### Mixtapes
| Titre                                    | Mixtape details                                                                     |
| ---------------------------------------- | ----------------------------------------------------------------------------------- |
| I Am Mr. Mosely                          | - Sorti: October 2015 - Label: Self-released - Format: Digital download, streaming  |
| I Am Mr. Mosely 2                        | - Sorti: July 2016 - Label: Stinc Team - Format: Digital download, streaming        |
| So Cold I Do Em                          | - Sorti: December 2016 - Label: Stinc Team - Format: Digital download, streaming    |
| Cold Devil                               | - Sorti: December 2017 - Label: Stinc Team - Format: Digital download, streaming    |
| Free Drakeo                              | - Sorti: March 2020 - Label: Self-released - Format: Digital download, streaming    |
| Thank You for Using GTL (with JoogSZN)   | - Sorti: June 2020 - Label: Stinc Team - Format: Digital download, streaming        |
| We Know the Truth                        | - Sorti: December 1, 2020 - Label: Stinc Team - Format: Digital download, streaming |
| Because Y'all Asked                      | - Sorti: December 29, 2020 - Label: EMPIRE - Format: Digital download, streaming    |
| A Cold Day In Hell (with Ralfy the Plug) | - Sorti: April 19, 2021 - Label: Stinc Team - Format: Digital download, streaming   |
| Ain't That the Truth,                    | - Sorti: July 16, 2021 - Label: Stinc Team - Format: Digital download, streaming    |
| So Cold I Do Em 2                        | - Sorti: December 7, 2021 - Label: Stinc Team - Format: Digital download, streaming |

### Singles
| Title                                                                                      | Year | Peak chart positions | Peak chart positions | Peak chart positions | Album                       |
| Title                                                                                      | Year | US Bub.              | US R&B/HH            | CAN                  | Album                       |
| ------------------------------------------------------------------------------------------ | ---- | -------------------- | -------------------- | -------------------- | --------------------------- |
| "Closer To My Dreams Freestyle"                                                            | 2016 | -                    | -                    | -                    | -                           |
| "Big Banc Uchies"                                                                          | 2017 | -                    | -                    | -                    | Cold Devil                  |
| "Flu Flamming"                                                                             | 2017 | -                    | -                    | -                    | Cold Devil                  |
| "Out The Slums" (featuring 03 Greedo)                                                      | 2017 | -                    | -                    | -                    | Cold Devil                  |
| "Roll Bounce"                                                                              | 2017 | -                    | -                    | -                    | Cold Devil                  |
| "For Real" (featuring OhGeesy & Ketchy The Great)                                          | 2020 | -                    | -                    | -                    | We Know The Truth           |
| "We Know The Truth" (featuring IceWear Vezzo & ALLBLACK)                                   | 2020 | -                    | -                    | -                    | We Know The Truth           |
| "20 Pieces"                                                                                | 2020 | -                    | -                    | -                    | We Know The Truth           |
| "Too Famous"                                                                               | 2020 | -                    | -                    | -                    | We Know The Truth           |
| "Fights Don't Matter"                                                                      | 2020 | -                    | -                    | -                    | We Know The Truth           |
| "Lil Boosie" (featuring $tupid Young)                                                      | 2020 | -                    | -                    | -                    | We Know The Truth           |
| "In My Rear" (featuring DaBoii)                                                            | 2020 | -                    | -                    | -                    | We Know The Truth           |
| "Captions"                                                                                 | 2020 | -                    | -                    | -                    | We Know The Truth           |
| "Friday"                                                                                   | 2020 | -                    | -                    | -                    | We Know The Truth           |
| "Polar Bear"                                                                               | 2020 | -                    | -                    | -                    | We Know The Truth           |
| "Mardi Gras"                                                                               | 2020 | -                    | -                    | -                    | We Know The Truth           |
| "Backflip or Sumn"                                                                         | 2020 | -                    | -                    | -                    | Because Yall Asked          |
| "GTA VI"                                                                                   | 2020 | -                    | -                    | -                    | Because Yall Asked          |
| "Too Icey"                                                                                 | 2021 | -                    | -                    | -                    | The Truth Hurts             |
| "It's Sum Shit On Me"                                                                      | 2021 | -                    | -                    | -                    | The Truth Hurts             |
| "RIP Deebo"                                                                                | 2021 | -                    | -                    | -                    | The Truth Hurts             |
| "Pow Right In The Kisser" (featuring Remble, Moneymonk, Ralfy the Plug & Ketchy the Great) | 2021 | -                    | -                    | -                    | The Truth Hurts             |
| "10"                                                                                       | 2021 | -                    | -                    | -                    | The Truth Hurts             |
| "Exclusive"                                                                                | 2021 | -                    | -                    | -                    | The Truth Hurts             |
| "Talk to Me" (featuring Drake)                                                             | 2021 | 8                    | 43                   | 85                   | The Truth Hurts             |
| "Flu Flam A Opp" (featuring Ralfy the Plug)                                                | 2021 | -                    | -                    | -                    | Ain't That The Truth        |
| "Wok and Red"                                                                              | 2021 | -                    | -                    | -                    | Ain't That The Truth        |
| "Black Buttons"                                                                            | 2021 | -                    | -                    | -                    | Ain't That The Truth        |
| "Cookie Pack" (featuring Ralfy the Plug)                                                   | 2021 | -                    | -                    | -                    | Ain't That The Truth        |
| "Ain't That The Truth" (featuring Ralfy the Plug)                                          | 2021 | -                    | -                    | -                    | Ain't That The Truth        |
| "Out On Bail Freestyle"                                                                    | 2021 | -                    | -                    | -                    | Non-album single            |
| "IngleWeird"                                                                               | 2021 | -                    | -                    | -                    | Non-album single            |
| "300 Raccs"                                                                                | 2021 | -                    | -                    | -                    | So Cold I Do Em 2           |
| "Stincs Run La"                                                                            | 2021 | -                    | -                    | -                    | So Cold I Do Em 2           |
| "Hundiddy Bop Bop"                                                                         | 2021 | -                    | -                    | -                    | So Cold I Do Em 2           |
| "Touchable Freestyle"                                                                      | 2021 | -                    | -                    | -                    | So Cold I Do Em 2           |
| "Shake Down" (featuring Ralfy the Plug & Young Bull)                                       | 2021 | -                    | -                    | -                    | So Cold I Do Em 2           |
| "Go Crazy"                                                                                 | 2021 | -                    | -                    | -                    | So Cold I Do Em 2           |
| "Whole Lotta Ice"                                                                          | 2021 | -                    | -                    | -                    | So Cold I Do Em 2           |
| "Hang With The Opps"                                                                       | 2022 | -                    | -                    | -                    | Keep the Truth Alive        |
| "Just Retire" (featuring Ralfy the Plug & Shordie Shordie)                                 | 2022 | -                    | -                    | -                    | A Cold Day In Hell (Deluxe) |
| "Close That Backdoor" (featuring Ralfy the Plug)                                           | 2022 | -                    | -                    | -                    | A Cold Day In Hell (Deluxe) |
| "Cold Day In Hell" (featuring Ralfy the Plug & Jay Critch)                                 | 2022 | -                    | -                    | -                    | A Cold Day In Hell (Deluxe) |